# Igalla
Igalla  è una circoscrizione rurale (rural ward) della Tanzania situata nel distretto di Ukerewe, regione di Mwanza. Conta una popolazione di 17 368 abitanti (censimento 2012).